# Maigret e il ladro
Maigret e il ladro (titolo originale francese Le voleur de Maigret, pubblicato in traduzione italiana anche con il titolo Il ladro di Maigret) è un romanzo poliziesco di Georges Simenon con protagonista il commissario Maigret.
È il sessantaseiesimo romanzo dedicato al celebre commissario.

## Trama

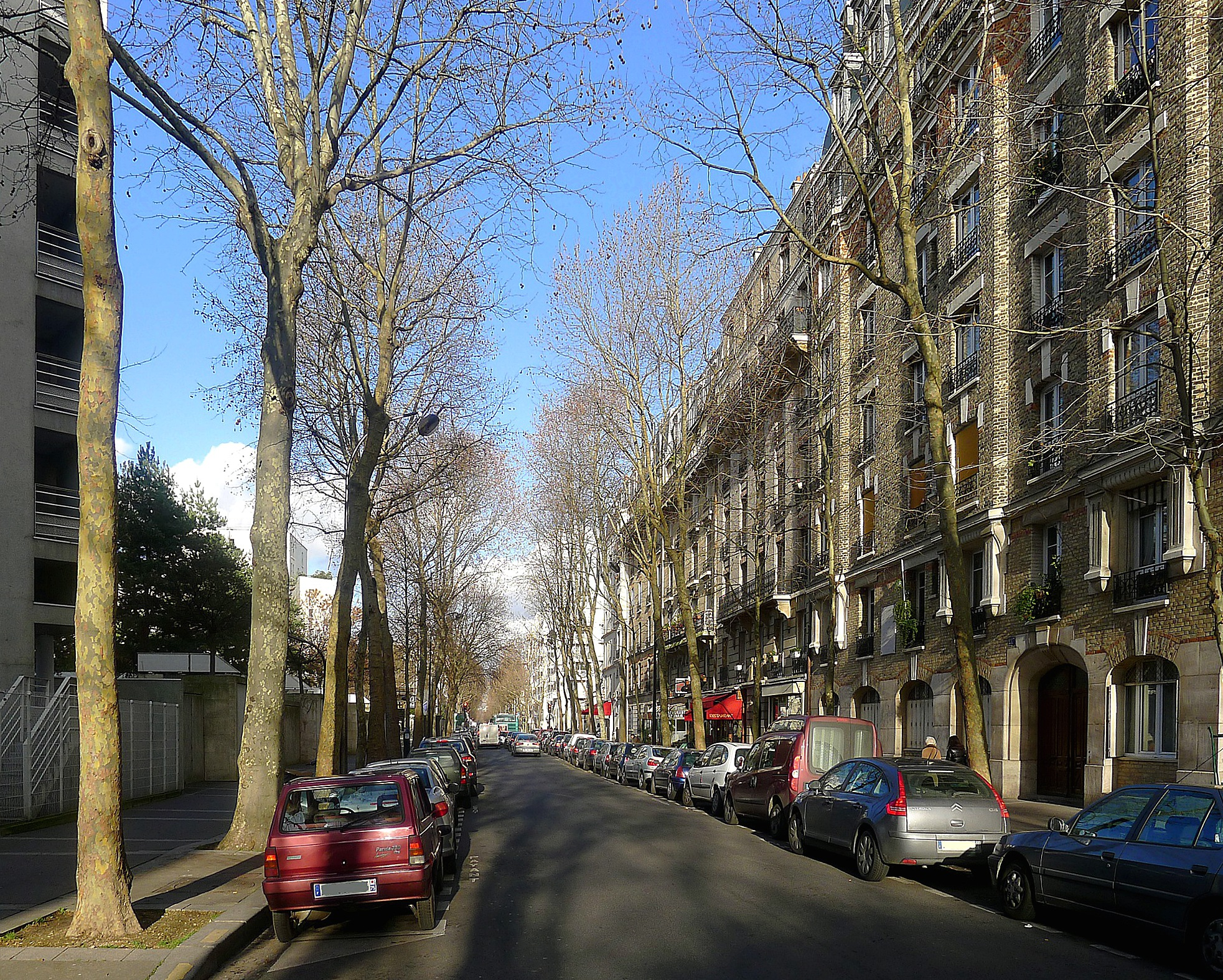
Rue Saint-Charles - Parigi

In una bella mattina di primavera a Maigret, mentre va a lavorare in autobus, viene rubato il portafoglio, compreso il distintivo, da un borseggiatore. Il giorno dopo, con tutto il suo contenuto, gli viene restituito nella posta. Subito dopo il ladro, François Ricain, telefona perché vorrebbe incontrarlo, possibilmente non in ufficio. Quando i due si vedono Ricain dice al commissario che sua moglie, Sophie, è stata assassinata e, tutto agitato, lo accompagna a rue Saint-Charles, dove abita e dove gli mostra il cadavere con un colpo d'arma da fuoco in testa. Ricain dice che durante il crimine era fuori casa a cercare di procurarsi i soldi per l'affitto; per quanto sia complicato e presuntuoso, conquista la fiducia di Maigret che crede nella sua innocenza e gli offre il pranzo, scoprendo che Ricain campa di lavoretti nel cinema, anche se è giornalista e critico cinematografico, che chiede spesso soldi in prestito agli amici e che per non essere accusato ha gettato una pistola nella Senna. Maigret comincia un'inchiesta che lo porta a interrogare il vicinato e le conoscenze della coppia: Walter Carus, sedicente produttore che pasteggia a champagne e che era l'amante di Sophie; Maki, uno scultore per cui aveva posato nuda; Gérard, detto Dramin, che fa più o meno lo sceneggiatore; Jacques Huguet, il fotografo del gruppo; e Nora, altra amante di Carus che la detestava. Al ristorante "Vieux Pressoir" incontra e sente parlare di loro come di balordi inaffidabili o sognatori che ruotano attorno al cinema, sperando di diventare famosi. Intanto trattiene, senza arrestarlo ufficialmente, Ricain in ufficio, dove ha la possibilità di farsi la doccia e schiacciare un pisolino, e gli paga da mangiare e le sigarette. Ha saputo da Huguet che qualche minuto prima dell'omicidio François e Sophie Ricain stavano litigando. Nonostante continui a essere paterno e paziente con lui, capisce che l'ha uccisa, forse per gelosia, o perché era rimasta nuovamente incinta e non voleva abortire, e poi aveva pensato questo piano audace di volere che Maigret credesse nella sua innocenza, e c'era quasi riuscito. Quando si affretta a raggiungerlo per arrestarlo, lo trova sanguinante, in un gesto teatrale si è tagliato le vene, ma sopravviverà.

## Edizioni
In volume è stato pubblicato per la prima volta da Presses de la Cité nel 1966. È stato pubblicato anche sul quotidiano "Télé 7 Jours", dal 28 gennaio al 6 maggio 1967, in 15 episodi.
In Italia è apparso per la prima volta nel 1968 tradotto da Laura Guarino pubblicato da Mondadori nella collana "Le inchieste del commissario Maigret" (n° 61). Sempre per lo stesso editore è stato ripubblicato, in altre collane o raccolte tra gli anni sessanta e novanta. Nel 2009 il romanzo è stato pubblicato presso Adelphi, con il titolo Il ladro di Maigret, tradotto da Elda Necchi, nella collana dedicata al commissario (parte de "gli Adelphi", al n° 360).

## Film e televisione
Il film è stato adattato una volta in televisione:
- Nell'episodio dal titolo Le voleur de Maigret, facente parte della serie televisiva Les enquêtes du commissaire Maigret per la regia di Jean-Paul Sassy, trasmesso per la prima volta su Antenne 2 il 23 gennaio 1982, con Jean Richard nel ruolo del commissario Maigret.